# Souvenir Henri Desgrange

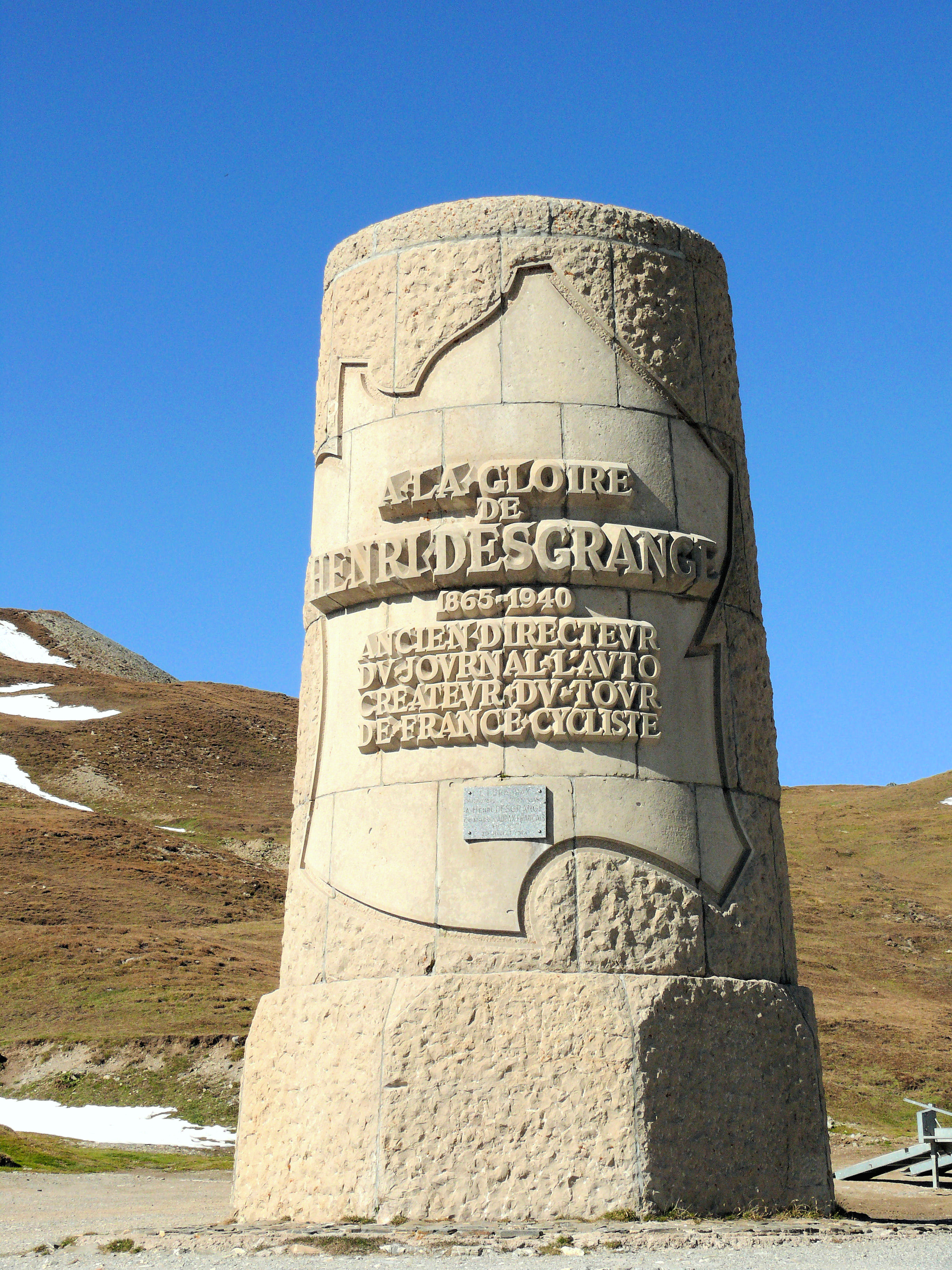
Monument voor Henri-Desgrange op de Col du Galibier

De Souvenir Henri Desgrange is een speciale prijs in de Ronde van Frankrijk die sinds 1947 jaarlijks wordt uitgereikt en is genoemd naar Henri Desgrange, de eerste directeur van de ronde.
De prijs wordt uitgereikt aan de rijder die als eerste (in de etappe) een vooraf bepaald punt in de ronde bereikt. In 1947, in de eerste Tour na het overlijden van Henri Desgrange in 1940, was dit Desgrange's laatste residentie, "Villa Mia" in Beauvallon, Grimaud, aan de Côte d'Azur. In de eerste etappe van de 1948 Tour, was dit de top van de Côte de Picardie in Versailles bij Parijs.
In 1949 is er een monument voor Henri-Desgrange opgericht bij de zuidelijke toegang van de tunnel bij de Col du Galibier in the Alpen, zijn favoriete en een van de meest iconische klimmen in de Tour. Vanaf 1952 en elk jaar sinds 1965 is het markeringspunt voor de prijs bij het monument op de Galibier als die deel uitmaakt van de Ronde, in andere gevallen meestal het 'dak van de Tour': het hoogste punt (boven zeeniveau) dat bereikt wordt.
In de jaren tot en met 1960 was het prijzengeld hoger dan in latere jaren. Sinds 2003 krijgt de winnaar €5000 als prijs. In de 1963 Tour werd er geen award uitgereikt, maar aan het eind van de Ronde was er een speciale 'Desgrange-prijs' voor de renner die het beste had gereden met "het hoofd en de benen".
De Souvenir Jacques Goddet, genoemd naar de tweede directeur van de ronde, Jacques Goddet, is een soortgelijke prijs die sinds de 
2001 Tour wordt toegekend, meestal bij zijn monument op de Tourmalet.
| Jaar | Plaats/berg            | Winnaar               |
| ---- | ---------------------- | --------------------- |
| 1947 | Beauvallon             | Raymond Impanis       |
| 1948 | Versailles             | Roger Lambrecht       |
| 1949 | Beauvallon             | Paul Giguet           |
| 1950 | Lautaret               | Jean-Apotre Lazarides |
| 1951 | Lautaret               | Gino Sciardis         |
| 1952 | Galibier               | Fausto Coppi          |
| 1953 | Beauvallon             | Claude Colette        |
| 1954 | Galibier               | Federico Bahamontes   |
| 1955 | Beauvallon             | André Darrigade       |
| 1956 | Cysoing                | Pierre Pardoen        |
| 1957 | Beauvallon             | Jean Stablinski       |
| 1958 | Lautaret               | Piet van Est          |
| 1959 | Galibier               | Charly Gaul           |
| 1960 | Lautaret               | Jean Graczyk          |
| 1961 | Ballon d'Alsace        | Joseph Planckaert     |
| 1962 | Lautaret               | Juan Campillo         |
| 1963 | [ 9 ] [ 5 ]            |                       |
| 1964 | Beauvallon             | André Darrigade       |
| 1965 | Lautaret               | Francisco Gabica      |
| 1966 | Galibier               | Julio Jimenez         |
| 1967 | Galibier               | Julio Jimenez         |
| 1968 | Aravis                 | Barry Hoban           |
| 1969 | Lautaret               | Eddy Merckx           |
| 1970 | Aubisque               | Raymond Delisle       |
| 1971 | Côte de Dourdan        | Wilmo Francioni       |
| 1972 | Galibier               | Joop Zoetemelk        |
| 1973 | Galibier               | Luis Ocaña            |
| 1974 | Galibier               | Vicente López Carril  |
| 1975 | Télégraphe             | Luis Balage           |
| 1976 | Lautaret               | Luciano Coniati       |
| 1977 | Tourmalet              | Lucien Van Impe       |
| 1978 | Sainte-Marie-de-Campan | Christian Seznec      |
| 1979 | Galibier               | Lucien Van Impe       |
| 1980 | Galibier               | Johan de Muynck       |
| 1981 | Landes                 | Theo de Rooij         |
| 1982 | Aubisque               | Beat Breu             |
| 1983 | Tourmalet              | José Jiménez          |
| 1984 | Galibier               | Francisco Rodriguez   |
| 1985 | Tourmalet              | Pello Ruiz Cabestany  |
| 1986 | Galibier               | Luis Herrera          |
| 1987 | Galibier               | Federico Muñoz        |
| 1988 | Tourmalet              | Laudelino Cubino      |
| 1989 | Galibier               | Gert-Jan Theunisse    |
| 1990 | Tourmalet              | Miguel Angel Martinez |
| 1991 | Tourmalet              | Claudio Chiappucci    |
| 1992 | Galibier               | Franco Chioccioli     |
| 1993 | Galibier               | Tony Rominger         |
| 1994 | Tourmalet              | Richard Virenque      |
| 1995 | Tourmalet              | Richard Virenque      |
| 1996 | Aubisque               | Neil Stephens         |
| 1997 | Port d'Envalira        | Richard Virenque      |
| 1998 | Galibier               | Marco Pantani         |
| 1999 | Galibier               | José Luis Arrieta     |
| 2000 | Galibier               | Pascal Hervé          |
| 2001 | Madeleine              | Laurent Roux          |
| 2002 | Galibier               | Santiago Botero       |
| 2003 | Galibier               | Stefano Garzelli      |
| 2004 | Madeleine              | Gilberto Simoni       |
| 2005 | Galibier               | Alexandre Vinokourov  |
| 2006 | Galibier               | Michael Rasmussen     |
| 2007 | Galibier               | Mauricio Soler        |
| 2008 | Galibier               | Stefan Schumacher     |
| 2009 | Grote Sint-Bernhard    | Franco Pellizotti     |
| 2010 | Tourmalet              | Andy Schleck          |
| 2011 | Galibier               | Andy Schleck          |
| 2012 | Croix de Fer           | Fredrik Kessiakoff    |
| 2013 | Port de Pailhères      | Nairo Quintana        |
| 2014 | Izoard                 | Joaquim Rodríguez     |
| 2015 | Col d'Allos            | Simon Geschke         |
| 2016 | Port d'Envalira        | Rui Costa             |
| 2017 | Galibier               | Primož Roglič         |
| 2018 | Col de Portet          | Nairo Quintana        |
| 2019 | Col de l'Iseran        | Egan Bernal           |
| 2020 | Col de la Loze         | Miguel Ángel López    |
| 2021 | Port d'Envalira        | Nairo Quintana        |
| 2022 | Galibier               | Warren Barguil        |
| 2023 | Col de la Loze         | Felix Gall            |
| 2024 | Galibier               | Tadej Pogačar         |
| 2025 | Col de la Loze         | Ben O'Connor          |